# Typhonia beatricis
Typhonia beatricis is een vlinder uit de familie zakjesdragers (Psychidae). De wetenschappelijke naam van deze soort is voor het eerst geldig gepubliceerd in 2000 door Peter Hättenschwiler.

## Type
- type: niet gespecificeerd
- typelocatie: het grensgebied tussen Zwitserland en Duitsland, bij het rangeerstation Weil/Rhein-Basel.